# Stephen Karam
Stephen Karam (Scranton, 1980) è un drammaturgo e sceneggiatore statunitense.

## Biografia
Nato e cresciuto in Pennsylvania in una famiglia di origini libanese e di fede maronita, Stephen Karam ha studiato alla Brown University, laureandosi nel 2002. I suoi drammi hanno riscosso un grande successo a Broadway e nell'Off Broadway: nel 2011 e nel 2016 è stato finalista per il prestigioso Premio Pulitzer per la drammaturgia e nel 2016 la sua commedia The Humans ha vinto il Tony Award alla miglior opera teatrale.

### Vita privata
È dichiaratamente gay.

## Opere
- Emma (2000)
- Girl on Girl (2005)
- columbinus (2005)
- Speech & Debate (2006)
- Dark Sisters (2011)
- Sons of the Prophet (2011)
- The Humans (2014)

## Filmografia

### Cinema
- The Humans (2021)

### Sceneggiatore
- Speech & Debate, regia di Dan Harris (2017)
- Il gabbiano (The Seagull), regia di Michael Mayer (2018)
- The Humans, regia di Stephen Karam (2021)